# SOUSY
SOUSY (Abkürzung für SOUnding SYstem for atmospheric structure and dynamics) ist ein Forschungsradar des Max-Planck-Instituts für Aeronomie MPAE (heute Sonnensystemforschung, MPS) zur Untersuchung der Hochatmosphäre.

## Anlagen
Die Anlage arbeitet auf einer Frequenz von 53,5 MHz mit einer Sendeleistung von 600 Kilowatt. Es wird als Sendeantenne ein Feld von 196 Vierelement-Yagiantennen genutzt.
Das SOUSY-Radar stand bis 2001 in der Nähe von Bad Lauterberg im Harz und wurde vom MPAE in Katlenburg-Lindau betrieben. Das Antennenfeld nahm dort eine Fläche von 3.150 Quadratmetern ein. Im Juli 2001 wurde die ganze Anlage nach Peru überführt und in Jicamarca, Lima montiert, und wird von Jicamarca Radio Observatory des Instituto Geofisico del Peru betrieben. Ein mobiles Radarsystem, das Sousy Svalbard Radar (SSR) – ebenfalls vom Institut entwickelt und gebaut – ist in Adventdalen auf Spitzbergen installiert, und wird vom Tromsø Geophysical Observatory der Universität Tromsø betrieben.